# Lingfield
Lingfield is een civil parish in het bestuurlijke gebied Tandridge, in het Engelse graafschap Surrey met 4467 inwoners.